# 黄山松
黄山松（學名：Pinus hwangshanensis），松科松属的一种，常绿乔木，分布于福建、浙江、安徽、江西、湖南和贵州等地区。

## 分类
1936年，中国植物学家夏纬瑛将它定为一个物种，因为其在黄山，而命名为黄山松。本种与台湾二叶松（Pinus taiwanensis）及琉球松（Pinus luchuensis）曾被视为同一物种。

## 特征
常绿乔木，株高15－25米，树冠冠幅很大，冠顶较平，分枝很长，水平。树皮厚，灰褐色，被鳞片。叶为针叶，深绿色，每簇2个，长5－8厘米，宽0.8－1毫米，叶鞘长1厘米。球果宽扁卵形，长 4－6.5厘米，黄褐色，冬末时成熟裂开，宽5－7厘米。种子具一翅，长5－6毫米，翅长1.5－2.5厘米。球果成熟18－20月後的仲春是黄山松的授粉时间。黄山松与黑松（Pinus thunbergii）亲缘关系很近，差别在於黄山松的叶更细长，球果更宽，而且芽为褐色，而黑松的芽为白色。

## 文化
在中国文学和艺术中，黄山松以其生于石上，不畏风雪，体态优美的独特形态，而被赋予了高尚的人格品质。

## 圖片

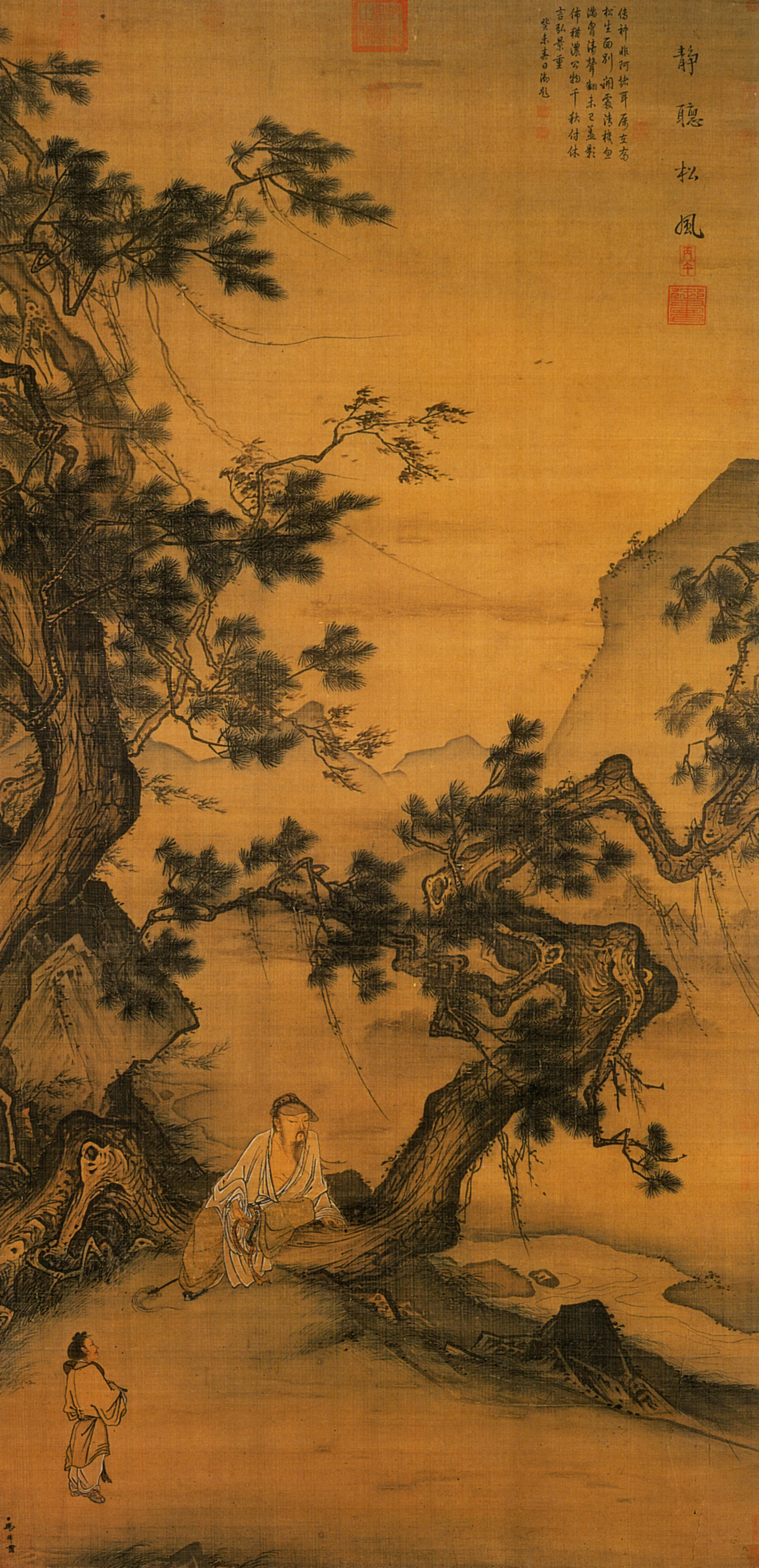
馬麟《靜聽松風圖》（1246年）
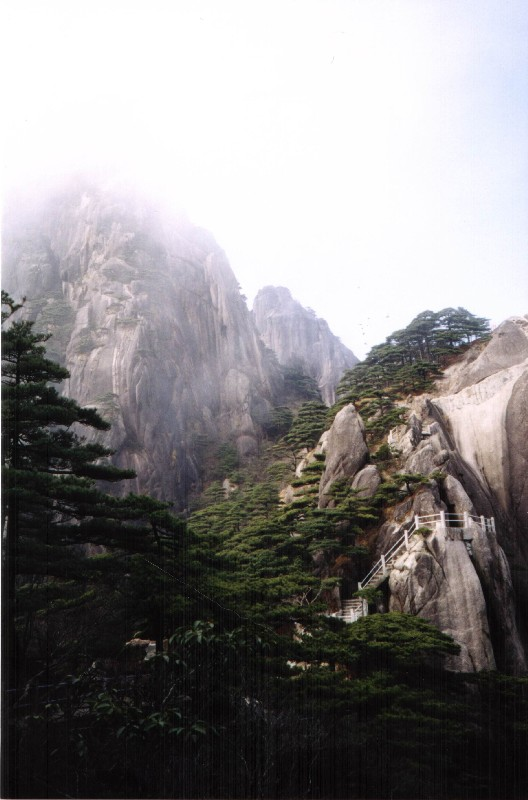
安徽黄山上的黄山松
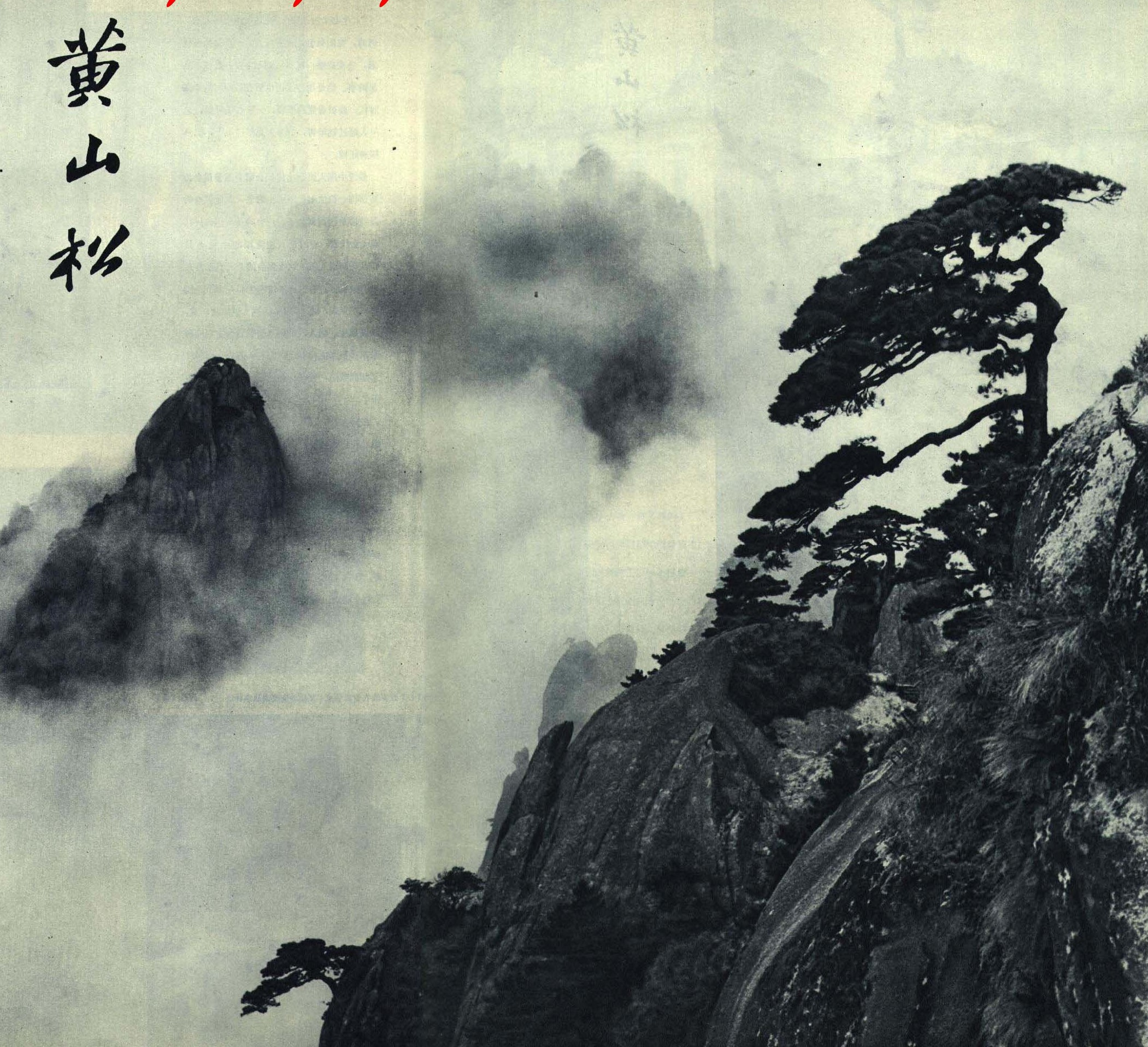
1962年 黄山松